# Contea di Atlantic
La contea di Atlantic, in inglese Atlantic County, è una contea del New Jersey meridionale negli Stati Uniti. Il capoluogo è Mays Landing.

## Geografia fisica
La contea confina a nord-est con la contea di Burlington e ha un confine marittimo nella Great Bay con la contea di Ocean, ad est si affaccia sull'Oceano Atlantico, a sud confina con la contea di Cape May, a ovest con la contea di Cumberland e a nord-ovest con le contee di Gloucester e di Camden.
Larga parte della contea ricade nella regione di Pine Barrens ed il territorio è ricoperto da zone umide ricche di foreste.
Il territorio è pianeggiante ed è costituito prevalentemente da suoli alluvionali. 
La regione nord-orientale è drenata dal fiume Mullica che segna buona parte del confine nord-orientale prima di sfociare nella Great Bay. Il resto del territorio è drenato dal fiume Great Egg Harbour che scorre nell'area centrale e sfocia con un lungo estuario nell'oceano formando parte del confine meridionale. Il rimanente confine con la contea di Cape May è segnato dal fiume Tuckahoe che sfocia nell'estuario del Great Egg Harbour.
La costa è protetta dall'Oceano da una serie di isole costiere. Le principali sono Abesecon Island, Brigantine Island, Homers e Little Beach.
La città principale è Atlantic City, città balneare e dei casinò, posta sull'isola di Absecon.

## Storia
L'area era abitata dai nativi Algonquian prima dell'arrivo dei coloni europei. La contea fu creata nel 1837 ed è stata chiamata così per la sua vicinanza all'Oceano Atlantico.

## Comuni
- Absecon - city
- Atlantic City - city
- Brigantine - city
- Buena - borough
- Buena Vista Township - township
- Corbin City - city
- Egg Harbor City - city
- Egg Harbor Township - township

- Estell Manor - city
- Folsom - borough
- Galloway Township - township
- Hamilton Township - township
- Hammonton - town
- Linwood - city
- Longport - borough
- Margate City - city

- Mullica Township - township
- Northfield - city
- Pleasantville - city
- Port Republic - city
- Somers Point - city
- Ventnor City - city
- Weymouth Township - township